# Kapellendorf

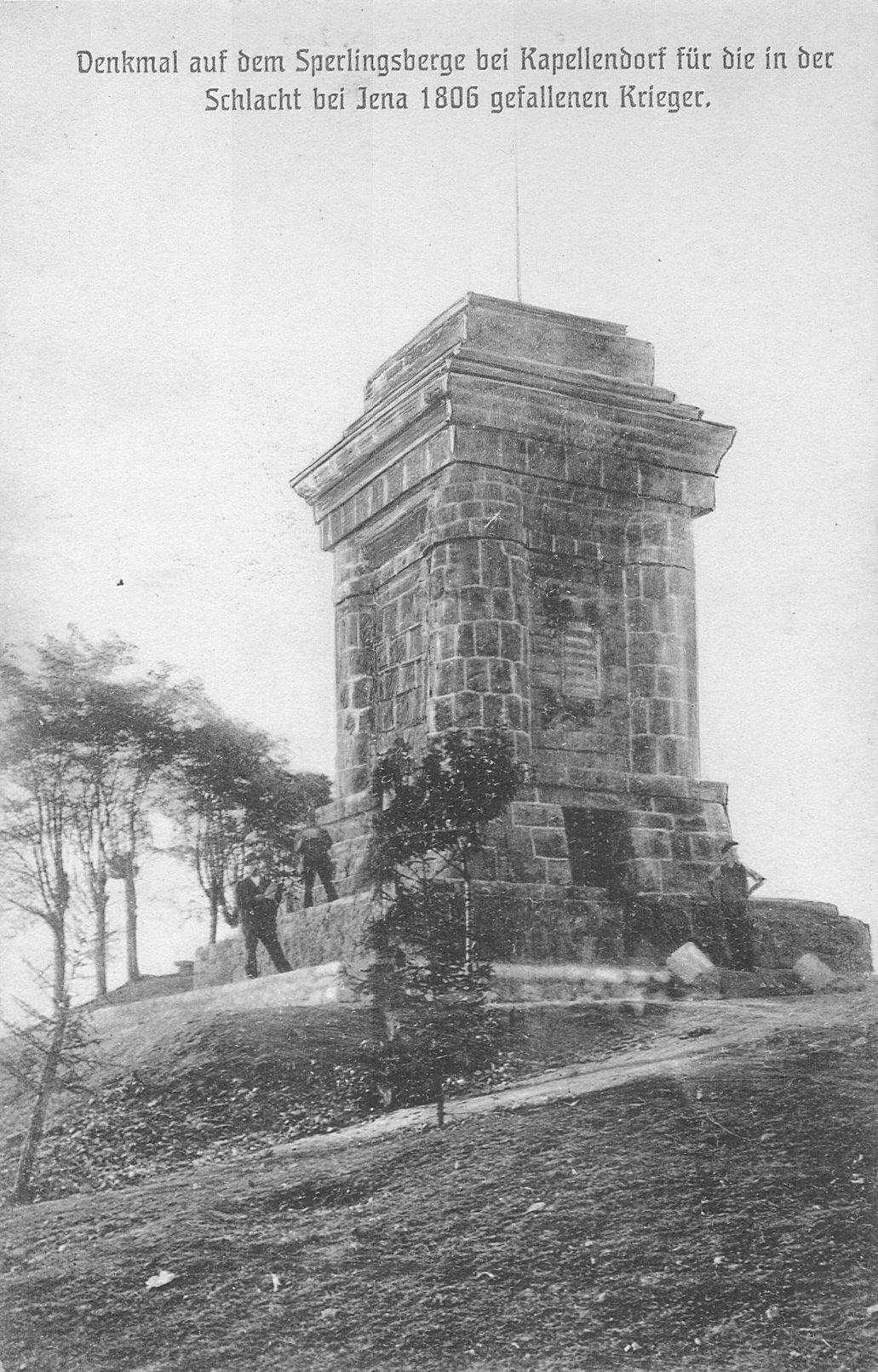
Le monument aux morts de 1806 sur le Mont Sperling.

Kapellendorf est une commune de l’arrondissement du Pays-de-Weimar et une composante de la Communauté de communes de Mellingen. Elle se trouve à 12 km environ à l'est de Weimar.

## Histoire
Le lieu-dit Capelladorf est cité dès 833 dans une donation faite à l’Abbaye de Fulda. Le donateur est un comte du nom d'Asis, seigneur de Thuringe, qui détenait son comté du roi. Selon la nécrologie de Fulda, Asis mourut en 837. Les sources historiques laissent présumer que Kapellendorf avait une église, édifiée grâce aux subsides d'Asis et de son frère. Cette Famille jouissait, outre d'innombrables fiefs autour de Weimar et d’Erfurt, de possessions dans le Sud de la Thuringe et en Franconie, autour de Hildburghausen et Gotha.
Au cours de la Quatrième Coalition (1806-1807), les champs à l'est de Kapellendorf furent le théâtre, le 14 octobre 1806, des derniers combats ponctuant la bataille d'Iéna, dans lesquels Napoléon Ier anéantit l'armée du roi Frédéric-Guillaume III de Prusse.

## Tourisme
- Le château fort : après une longue histoire, cette forteresse fut en 1806 le siège du quartier général prussien pendant la bataille d'Iéna.
- L'église, une des plus vieilles de Thuringe
- Le monument aux morts (12 m de hauteur), érigé le 13 octobre 1907 pour célébrer le centenaire de la défaite prussienne à Iéna
- Le bas-relief en céramique de Thomas Müntzer, installé le 27 juin 1989 sur la place de l'église